# Ma dernière séance
Albums de Eddy Mitchell
Come Back
(2010) Héros
(2013)
Ma Dernière Séance est le quinzième album live d'Eddy Mitchell, enregistré le 5 septembre 2011 à l'Olympia, à Paris.
Sorti dans les bacs le 5 décembre 2011, l'opus propose l'enregistrement de l'ultime récital du chanteur du tour Ma dernière séance annoncée comme sa dernière tournée.

## Liste des titres
| 1.  | C'est pourtant vrai                                              |  |
| 2.  | C'est un rocker                                                  |  |
| 3.  | Interlude                                                        |  |
| 4.  | Nashville ou Belleville ?                                        |  |
| 5.  | Sur la route de Memphis                                          |  |
| 6.  | Il ne rentre pas ce soir                                         |  |
| 7.  | Interlude                                                        |  |
| 8.  | L'Esprit grande prairie                                          |  |
| 9.  | Interlude                                                        |  |
| 10. | Medley : Tu parles trop / Daniela / Be Bop a Lula                |  |
| 11. | La dernière Séance                                               |  |
| 12. | Avoir 16 ans aujourd'hui                                         |  |
| 13. | Interlude                                                        |  |
| 14. | Medley : Alice / Je vais craquer bientôt / À crédit et en stéréo |  |
| 15. | Au bar du Lutetia                                                |  |
| 16. | Vieille canaille                                                 |  |
| 17. | M'man                                                            |  |
| 18. | Laisse le bon temps rouler                                       |  |
| 19. | Interlude                                                        |  |
| 20. | J'ai oublié de l'oublier                                         |  |
| 21. | Toujours un coin qui me rappelle                                 |  |
| 22. | Le Blues du blanc                                                |  |

| 23. | J'aime Avril à Paris                                           |  |
| 24. | Rio Grande                                                     |  |
| 25. | 18 ans demain                                                  |  |
| 26. | Interlude                                                      |  |
| 27. | Le Cimetière des éléphants                                     |  |
| 28. | Lèche-bottes Blues                                             |  |
| 29. | Couleur menthe à l'eau                                         |  |
| 30. | The Last Train                                                 |  |
| 31. | Pas de boogie woogie                                           |  |
| 32. | C'est pourtant vrai                                            |  |
| 33. | Come Back                                                      |  |
| 34. | L'Esprit grande prairie (avec Alain Souchon et Laurent Voulzy) |  |
| 35. | Sur la route de Memphis (avec Jean-Jacques Milteau)            |  |
| 36. | Vieille canaille (avec Laurent Gerra)                          |  |
| 37. | Le Blues du blanc (avec Thomas Dutronc)                        |  |
| 38. | Couleur menthe à l'eau (avec Olivia Ruiz)                      |  |
| 39. | Pas de boogie woogie (avec Pascal Obispo)                      |  |